# Florian Wess

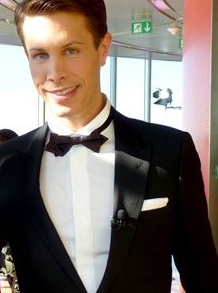
Florian Wess 2011

Florian Wess (*  13. Mai 1980 in Fulda) ist ein deutscher Reality-TV-Teilnehmer und Designer.

## Leben
Florian Wess’ Vater Arnold Wess und sein Onkel Oskar Wess wurden 2010 als Unterhaltungsduo Botox-Boys bekannt. Florian Wess war 2011 Kandidat in der 11. Staffel der Realityshow Big Brother. Am 5. Oktober 2011 heiratete er die  Entertainerin Valencia Vintage, die ebenfalls Kandidatin bei Big Brother war. Die Hochzeitsvorbereitungen waren in der sechsteiligen Hochzeitsdokumentation Val & Flo in Love zu sehen, die auf RTL II ausgestrahlt wurde. Nur drei Monate nach der Hochzeit ließ sich das Paar wieder scheiden.
Wess’ Arbeit als Eventmanager in der Agentur seines Vaters und seines Onkels wurde 2012 in einer Folge von Mitten im Leben thematisiert.
2013 spielte Wess zusammen mit Bachelor-Kandidatin und Playmate Katie Steiner im Musikvideo zu Déjà-Vu von den Lolita Hunters mit und nahm an einer Folge von Frauentausch teil.
2014 präsentierte Wess in Köln seine erste eigene Modelinie Garçon F, die von Larissa Marolt eröffnet wurde. Die Modenschau fand auch Erwähnung in Marolts Doku-Soap Larissa goes to Hollywood.
Im Mai 2014 wurde Wess’ Beziehung zum 36 Jahre älteren Schauspieler Helmut Berger bekannt. Gemeinsam wirkte das Paar auch in einer Folge von Family Stories mit. Anfang Juli 2015 gab sich das Paar auf Ibiza in einer eheähnlichen Zeremonie das Ja-Wort. Wess trennte sich im September 2015 von Berger, nachdem dieser in einem Dokumentarfilm sexuelle Handlungen an sich selbst vorgenommen hatte.
Ab November 2015 war Wess täglich als Kommentator zur Scripted-Reality-Fernsehsendung Hilf mir! Jung, pleite, verzweifelt … zu sehen. Als Küchenhilfe von Helena Fürst wirkte er Anfang 2016 in einer Folge von Das perfekte Promi-Dinner mit. Im April 2016 nahm er im Team Natürliche Schönheit an der Live-Sendung Die große ProSieben Völkerball Meisterschaft 2016 teil.
Zusammen mit Gina-Lisa Lohfink gründete Wess 2016 ein 1990er-Revival-Projekt, in dem sie als Barbie und Ken Coverversionen von u. a. Aqua und Toy-Box präsentieren.  Zudem war er als DJ tätig. Als Shopping-Begleitung von Christina Lugner war Florian Wess im September 2016 in einer Folge von Promi Shopping Queen zu sehen.
Im Januar 2017 nahm er an der 11. Staffel von Ich bin ein Star – Holt mich hier raus! teil und belegte den dritten Platz. Zeitgleich mit dem Dschungelcamp veröffentlichte er zusammen mit Gina-Lisa Lohfink die Single Tarzan & Jane und das Album We Love the 90’s. Im April 2017 gaben Lohfink und Wess das Ende ihrer Zusammenarbeit bekannt. Als neue Sängerin konnte man Nicole Mieth für das Projekt gewinnen. Im Oktober 2017 stand Wess für eine Gastrolle der ZDF-Serie Heldt vor der Kamera. Die Erstausstrahlung der Folge, in der Wess in einem Kurzauftritt einen Patienten in einer Praxis für Schönheits-OPs spielte, erfolgte vorab in der ZDF-Mediathek im April 2018. Im September 2018 stellte Florian Wess, nachdem er sich aus den Sozialen Medien zurückgezogen hatte, am Flughafen Hannover ein eigenes Kunstprojekt vor. Nach eigenen Angaben hat sich Wess seit 2020 komplett aus der Öffentlichkeit zurückgezogen.

## Fernsehauftritte
- 2010: RTL Punkt 12 (diverse Berichte über Familie Wess) (RTL)
- 2011: Big Brother (RTL II)
- 2011: Val & Flo in Love – 6 Episoden (RTL II)
- 2012: Mitten im Leben, Folge: Florian ist botox-süchtig (RTL)[16]
- 2012: Krass! (RTL II)
- 2012: Exclusiv – Das Starmagazin (RTL): Florian Wess trifft Prominente in den USA. u. a. Paris Hilton, La Toya Jackson, Carmen Electra, Pamela Anderson.
- 2012: mieten, kaufen, wohnen (VOX)
- 2012: Family Stories – Die Botox Boys und Florian – 4 Episoden (RTL II)
- 2013: Frauentausch (RTL II)
- 2014: Family Stories – Helmut Berger und sein Botox-Boy – 2 Episoden (RTL II)
- 2014: Auf Streife (Sat.1)
- 2015: Larissa goes to Hollywood (RTL)
- 2015: Hilf mir! Jung, pleite, verzweifelt … (RTL II)
- 2015: Wiener Opernball (ORF1) (Florian Wess auf dem Wiener Opernball in Begleitung von Helmut Berger)
- 2016: Wiener Opernball (ORF1) (Florian Wess auf dem Wiener Opernball in Begleitung von Pamela Anderson und Helena Fürst)
- 2016: Das perfekte Promi-Dinner (VOX)
- 2016: Promi Shopping Queen (VOX)
- 2016: Tatort – Die Tatort Show (ARD/ONE)
- 2016: Applaus und Raus – Late-Night Talk (Pro7)
- 2016; 2017: Die große ProSieben Völkerball Meisterschaft (ProSieben)
- 2017: Ich bin ein Star – Holt mich hier raus! (RTL, Drittplatzierter)
- 2017: Ich bin ein Star – Das große Wiedersehen (RTL)
- 2017: Das perfekte Promi-Dinner (VOX); Dschungel-Spezial
- 2017: Grill den Henssler (VOX)
- 2017: 21 Schlagzeilen (Sat.1)
- 2018: Ich bin ein Star – Die Stunde danach (RTL plus)
- 2018: Wiener Opernball – Talk-Runde im Österreichischen Fernsehen (oe24.tv)
- 2018: Guten Morgen Deutschland (RTL); Punkt 12 (RTL)
- 2018: Heldt: Abgeschminkt (Fernsehserie, ZDF)
- 2018: Florian stellt seine Kunstobjekte vor (Reportage, Sat.1, RTL, Hannover TV)
- 2019: Florian und die Psychohölle (Guten Morgen Deutschland RTL, Punkt 12 RTL)
- 2019: Florian und die Wess Zwillinge präsentieren die neue Schlager Single „Labyrinth“ (diverse RTL-Berichte)
- 2019: Promis Privat (Sat.1)

## Diskografie
Alben
- 2017: We Love the 90’s (Gina-Lisa & Florian Wess)
- 2017: We Love the 90’s (Florian Wess & Nicole Mieth)

Singles
- 2016: Barbie Girl (Gina-Lisa & Florian Wess)
- 2017: Tarzan & Jane (Gina-Lisa & Florian Wess)
- 2017: Highclass (Solo-Projekt von Florian Wess)
- 2017: Der Berg ruft[17] (Florian Wess & Nicole Mieth feat. Richard Lugner)
- 2019: Labyrinth (Die Wess Familie)[18]

## Auszeichnungen
- 2016: Erzherzog Johann Award – Auszeichnung der Steiermark Österreich für Nachwuchskünstler für Gina-Lisa Lohfink & Florian Wess[19]
- 2017: Google Ranking 2017 – Was suchten die Deutschen am meisten. Bei den VIPs erreichte Florian Wess Platz 10.[20]